# Jim Bridger
James Felix "Jim" Bridger (Richmond, Virginia, 17 de marzo de 1804 - Kansas City, Misuri, 17 de julio de 1881) fue un hombre de frontera, trampero, explorador y guía del Oeste de Estados Unidos durante las décadas de 1820-40. También fue conocido como un narrador de cuentos fantasiosos («Tall Tales»). 
Jim Bridger tenía una constitución fuerte que le permitió sobrevivir en las condiciones extremas que encontró recorriendo a pie las Montañas Rocosas, en la región que comprende desde el actual sur de Colorado hasta la frontera canadiense. Además de inglés hablaba perfectamente francés, español y varios idiomas amerindios. Conoció a muchas de las principales figuras de los primeros tiempos del Oeste, como Brigham Young, Kit Carson, John C. Frémont, Joseph Meek y John Sutter.

## Biografía
Jim Bridger comenzó su colorida carrera en 1822 a la edad de 17 años, como miembro de la Expedición al Alto Misuri. La aventura comenzó cuando respondió a un anuncio de la «Missouri Gazette and Public Adviser» de San Luis, Misuri. Es muy conocido el anuncio, insertado por el general William Henry Ashley y su socio Andrew Henry, buscando un centenar de exploradores:

«[...] jóvenes emprendedores... para ascender el río Misuri hasta su fuente, donde serán empleados por uno, dos o tres años.
[...] enterprising young men . . . to ascend the river Missouri to its source, there to be employed for one, two, or three years.

Esos emprendedores serían conocidos como los «Cien de Ashley» (Ashley's Hundred) y además de Bridger, participaron en esa empresa otros destacados hombres de frontera y tramperos como Hugh Glass, Jim Beckwourth, Tom Fitzpatrick, David Jackson, John Fitzgerald, William Sublette y Jedediah Smith.
En esa expedición, en 1823 Bridger sería uno de los protagonistas de la odisea de Glass, cuando en agosto se le dio por muerto tras el ataque de una osa grizzly. Bridger y Fitzgerald debían de esperar a su fallecimiento y después enterrarlo. Comenzaron a cavar su tumba y, como explicaron más tarde, al verse interrumpidos por un ataque de indios arikaras, cogieron el fusil, el cuchillo y otras pertenencias de Glass y se fueron. Bridger y Fitzgerald informaron a Ashley -erróneamente- de que Glass había muerto. Luego Glass sobrevivió y logró regresar herido en uno de los viajes más épicos de la historia, recorriendo más de 320 km por tierras indias. Glass buscó a Bridger para vengarse en la región del actual Parque nacional de Yellowstone, cerca de la desembocadura del río Bighorn, pero la juventud de éste parece que fue la causa que le hizo desistir.
Bridger estaba entre los primeros hombres blancos que vieron los géiseres y otras maravillas naturales de la región de Yellowstone. En el invierno de la temporada 1824-25, Bridger adquirió fama como el primer occidental que alcanzó el Gran Lago Salado (aunque algunos ahora reclaman esa condición en favor de Étienne Provost), navegando en una «bull boat» (una canoa ligera con una estructura de madera forrada con pieles, fácilmente transportable). Debido a su salinidad, Bridger pensó que se trataba de un brazo del océano Pacífico. 
En 1830, Bridger y otros tramperos dejaron a Ashley y crearon la «Compañía de pieles de las montañas Rocosas» («Rocky Mountain Fur Company»), compitiendo con la Compañía de la Bahía de Hudson y la American Fur Company de John Jacob Astor por el lucrativo comercio de pieles de castor. En 1835 se casó con una mujer de la tribu de los indios flathead con quien tuvo tres hijos. En 1843, Bridger y Luis Vásquez establecieron un puesto comercial, más tarde llamado Fort Bridger, para abastecer a los pioneros que comenzaban a recorrer la ruta de Oregón («Oregon Trail»), situado en la orilla oeste del ramal Blacks del río Green («Blacks Fork of the Green River»).
Tras la muerte de su primera esposa en 1846, se casó con la hija de un jefe shoshone, que falleció en un parto tres años más tarde. En 1850 se casó nuevamente con una shoshone, con quien tuvo dos niños más (algunos de sus hijos fueron enviados al Este para ser educados). 
En 1850, buscando una ruta alternativa al paso Sur («South Pass») de la divisoria continental, encontró lo que ahora se conoce como paso Bridger, que acortaba la ruta de Oregón unas 61 millas (98 kilómetros). El paso Bridger sería la vía elegida por la Union Pacific Railroad y, posteriormente, por la ruta Interestatal 80. 
En 1851 asistió, con otros exploradores y tramperos, a la firma del Tratado del fuerte Laramie con las tribus nativas, ya que era una persona de su confianza.
En 1864, estableció otra nueva ruta, la ruta Bridger («Bridger Trail»), como alternativa a la peligrosa ruta Bozeman («Bozeman Trail») para acceder desde Wyoming a los campos de oro de la actual Montana. Más tarde, trabajó como guía y explorador del ejército durante la primera Expedición del río Powder contra los sioux y cheyennes cuando fue bloqueada la ruta Bozeman (en la guerra de Nube Roja, «Red Cloud's War»). En 1865 fue licenciado en Fuerte Laramie. Participó como guía en la expedición Raynolds en 1859-1860, que fracasó en su intento de reconocer y cartografiar las cabeceras del río Yellowstone.
Sufriendo tanto de bocio, artritis, reumatismo y otros problemas de salud, regresó a Westport, Misuri, en 1868. No tuvo éxito en el intento de conseguir una renta del gobierno por el uso de Fort Bridger. Murió en su granja, cerca de Kansas City (Misuri), el 17 de julio de 1881.

## Legado

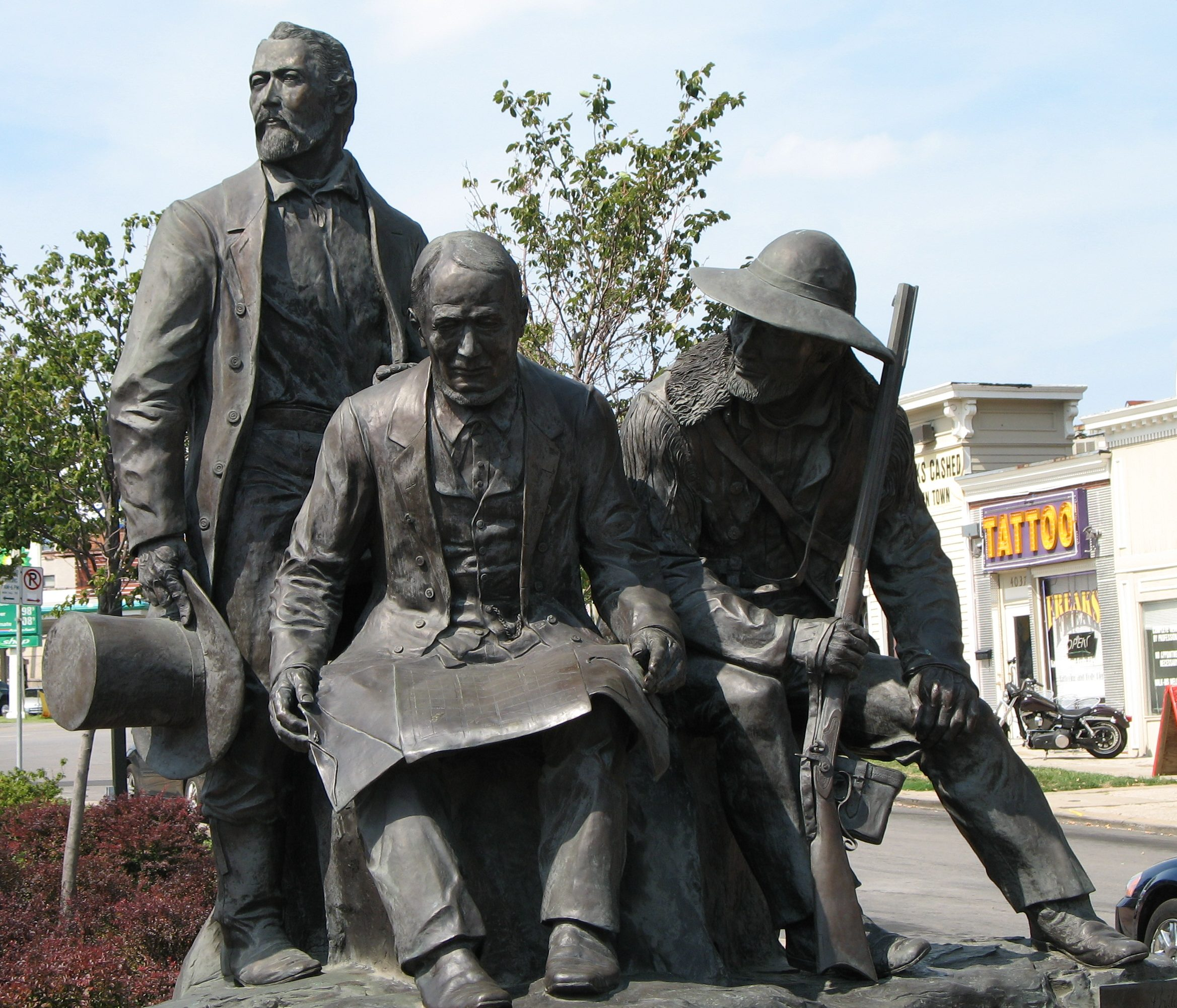
Jim Bridger (derecha) es honrado junto con el fundador del Pony Express, Alexander Majors (izquierda), y el fundador de Kansas City, John Calvin McCoy, en esta estatua ubicada en la plaza Pioneer Square, en el barrio de Westport, Kansas City.

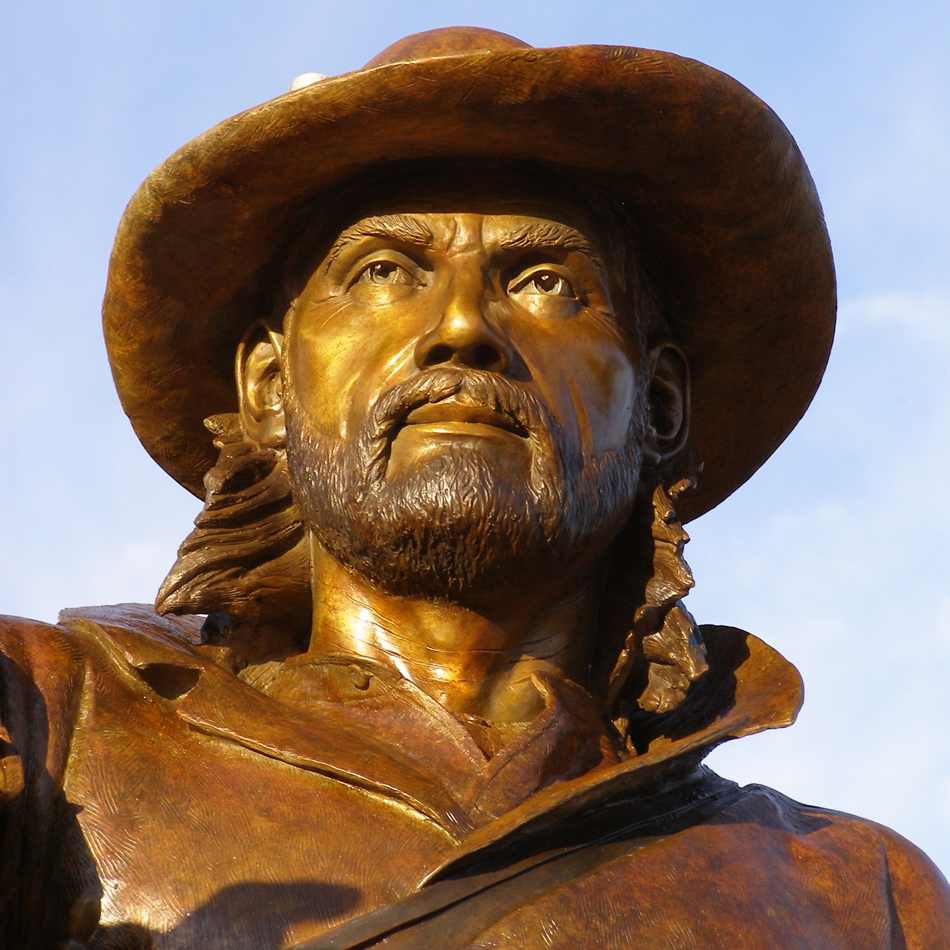
Escultura de Bridger en Fort Bridger, Wyoming (realizada por David Alan Clark).

Jim Bridger fue conocido durante su vida y después como un narrador de cuentos fantasiosos («tall tales»). Algunas de las historias de Bridger -sobre los géiseres de Yellowstone, por ejemplo- han demostrado ser ciertas. Otras estaban claramente destinadas a divertir, como la del «bosque petrificado» en la que había «aves petrificadas» que cantaban «canciones petrificadas» (aunque puede que haya visto árboles petrificados en la zona de Tower Junction en lo que hoy es el Parque nacional de Yellowstone). Con los años, Bridger quedó tan asociado con esas historias fantasiosas que muchas historias similares inventadas por otros le fueron atribuidos a él. 
Una de las historias que más le gustaba contar a Bridger era de cuando había sido perseguido, según el, por cien guerreros cheyene. Después de huir por varias millas, Bridger se encontró al final de un cañón, con los indios sobre él. En este punto de la historia Bridger guardaba silencio y esperaba a que sus oyentes le preguntaran «¿Qué pasó entonces, señor Bridger?» («What happened then, Mr. Bridger?») a lo que Bridger respondía, «Me pusieron una falda escocesa» («They kilt me»). 
En un episodio de 1977 —«Kit Carson and the Mountain Man» («Kit Carson y el montañés»)— de la serie televisiva de la NBC «Walt Disney's Wonderful World of Color»  Bridger fue interpretado por el actor occidental Gregg Palmer. Christopher Connelly interpretaba a Kit Carson y Robert Reed a John C. Frémont.
En la película de El renacido de 2015 dirigida por Alejandro González Iñárritu, el actor Will Poulter interpretó a un joven Jim Bridger.

## Lugares nombrados en su reconocimiento
- el Fuerte Bridger;
- Fort Bridger, una pequeña localidad del estado de Wyoming, que contaba con 400 habitantes en el censo estadounidense del 2000;
- Bridger, otra pequeña localidad del estado de Montana, que contaba con 745 habitantes en el censo estadounidense del 2000;
- montañas Bridger (Wyoming), una cadena montañosa del estado de Wyoming;
- montañas Bridger (Montana), una cadena montañosa del estado de Montana;
- el Bosque Nacional Bridger-Teton;
- Bridger Wilderness, un área protegida;
- Bridger Bowl Ski Area, una estación de esquí invernal;